# Menip de Pèrgam
Menip de Pèrgam (en llatí: Menippus, en grec antic: Μένιππος) fou un geògraf grec nadiu de Pèrgam que va viure en temps de l'emperador August.
Va escriure l'obra Περίπλους τῆς ἐντὸς θαλάττης (Períplous tḗs entós thaláttēs 'Periple per la mar interior'). D'aquesta obra, Marcià d'Heraclea en va fer un resum i en va aprofitar parts. S'han conservat alguns fragments. També l'esmenta diverses vegades Esteve de Bizanci.